# Tatort: Kressin und die zwei Damen aus Jade
Kressin und die zwei Damen aus Jade ist der 31. Fernsehfilm der Krimireihe Tatort. Er wurde vom WDR produziert und zeigt Sieghardt Rupp zum siebenten und letzten Mal in der Rolle des Zolloberinspektors Kressin. Die deutsche Erstausstrahlung fand am 8. Juli 1973 statt.

## Handlung
Kressin befindet sich auf dem Rückflug von einer Tagung in Istanbul. Kurz vor der Landung in Düsseldorf bändelt er noch mit der Asiatin Lyn an. Als er auf seinen Koffer wartet, rollt Fluggast Ulf Bender tot vom Gepäckband. In der Hoffnung, den Täter noch zu finden, läuft Kressin sofort in den Gepäckbereich und gerät mit dem ermittelnden Kommissar Pertram aneinander. Damit Lyn nicht so lange warten muss, schleust er sie gleich mit durch den Zoll. Ehe er sich versieht, ist sie jedoch verschwunden, samt Koffer. Allerdings hat sie eine Tasche liegengelassen, die Kressin an sich nimmt. Auf der Suche nach Lyn trifft er auf Mona Capell, die Geliebte des Toten, die verstört im Empfangsbereich steht. Sie lässt sich von ihm in ihrem Wagen an der Polizei vorbei in ihr luxuriöses Heim bringen. Mona bittet Kressin noch zu bleiben, weil sie nicht allein bleiben möchte. Es dauert nicht lange, bis Kommissar Pertram erscheint. Er rügt Kressin, ihm schon wieder in die Quere gekommen zu sein. Pertram befragt Mona zu Bender und welchen Umgang er so hatte, erfährt aber nicht viel.
Kressin nimmt Lyns Tasche mit ins Büro und untersucht sie auf ihren Inhalt. Er findet darin zwei Damenfiguren eines Schachspiels aus Jade und die Visitenkarte eines Antiquitätenhändlers. Bei ihm erfährt er Lyns Adresse, außerdem fällt Kressin dort ein wertvolles Schachspiel aus dem frühen 18. Jahrhundert mit ganz ähnlichen Figuren auf. Als er bei Lyn auftaucht, ist sie nicht sehr überrascht und freut sich, ihre Tasche wiederzubekommen. Während er ein wenig mit ihr flirtet und sie über die Figuren ausfragt, erscheint ihr Freund, und Kressin verabschiedet sich.
Im Café Elite, in dem Bender mit seinen Kommilitonen oft Schach gespielt hat, trifft er auf ein Mädchen namens Christina und auf den nicht sehr gesprächigen Axel, einen Freund Benders. Vor dem Café entdeckt Kressin Mona. Sie gesteht ihm, dass sie vor kurzem ihren gesamten Schmuck in einer durch ein Codewort gesicherten Kassette Bender anvertraut hatte. Diesen hatte er beim Pfandleiher Göbel für 250.000 DM beliehen, um damit ein Geschäft zu machen. Als Bender jetzt zurückkam, hatte er jedoch 350.000 DM bei sich. Kressin bittet Mona, den Schmuck für sie einlösen zu dürfen. Er stellt Göbel zur Rede – schließlich hätte er durchaus ein Motiv gehabt, Bender umzubringen, um den wesentlich wertvolleren Schmuck behalten zu können. Als Kressin die Kassette bei Mona abliefert, kann sie sie nicht sofort öffnen, weil das Codewort auf „Tina“ geändert worden ist. Mona wirkt nervös und verstört.
Kressin begibt sich noch einmal zum Flughafen und trifft dort auf Lyn, die nach Hongkong fliegt; dort lassen sich Schachfiguren wie die zwei betreffenden zum halben Preis kaufen. Anschließend sucht er Christina auf. Sie behauptet zu wissen, wer Bender umgebracht hat, möchte aber nicht, dass er bestraft wird. Er erfährt von ihr auch, dass Axel und ein Bekannter gerade wieder irgendwas vorhaben. So observiert er Axel und folgt ihm bis zu einem größeren Anwesen, in das er eindringt, aber niedergeschlagen wird. Als er aufwacht, befindet er sich mit seinem alten Rivalen Sievers in einem Zimmer. Kressin verdächtigt ihn des Schmuggels, wohingegen Sievers ihm erklärt, dass er Gold nach Singapur exportiert und dort mit 50 % Gewinn verkauft. Der Import von Gold ist in Singapur jedoch nicht erlaubt und somit für die Kuriere gefährlich. Kressin vermutet, dass Bender das lukrative Geschäft an Sievers vorbei abwickeln wollte und darum ausgeschaltet wurde. Sievers versichert Kressin jedoch, dass er lediglich den Behörden in Singapur einen Tipp zu geben brauche, um einen Kurier loszuwerden – außerdem kennt er die Kuriere nicht, da alles über Axel organisiert wird.
Kressin spricht mit dem Zollrat, seinem Vorgesetzten, über den Fall, welcher sich an einen Fall im Saarland erinnert, als bei einem Toten eine größere Menge Gold gefunden wurde. Kressin kontaktiert Kommissar Liersdahl in Saarbrücken, was ihn aber nicht weiterbringt. So sucht er Axel im Café auf und will ihn zur Rede stellen, als auch Kommissar Pertram auftaucht und nach Christina fragt, deren gefälschten Pass er in Benders Tasche gefunden hat. Als sie im Café erscheint, gesteht sie, dass sie mit Bender zusammen nach Peru wollte.
Kressin ahnt, dass der Name Christina („Tina“) die Ursache für das geänderte Codewort der Schmuckkassette ist, und konfrontiert Mona mit den Fakten. Sie gesteht, Bender aus Eifersucht erschossen zu haben. Da Kressin meint, dass Kommissar Pertram auch selber auf Mona kommen wird, lässt er sie allein und begibt sich zum Flughafen, gerade als Lyn wieder ankommt. Er informiert die Zollbeamten, sich Lyn und ihr Gepäck genauer anzusehen. Auch Mona trifft auf dem Flughafen ein, um sich abzusetzen, doch der Polizei gelingt es, sie im letzten Moment im Flugzeug festzunehmen.

## Hintergrund
Auch in dieser Episode gibt es wieder einen Gastauftritt von Ermittlern aus einem anderen Tatort: Die Kommissare Liersdahl (Dieter Eppler) und Schäfermann (Manfred Heidmann) geben kurze Auskünfte durchs Telefon. Hans Hass jr., der Sohn des Tauchpioniers Hans Hass, spielt ganz am Anfang das Mordopfer. Bei seiner Erstausstrahlung erreichte der Film einen Marktanteil von 59 %.